# شحمة الأذن
شَحْمَةُ الأُذُنِ أو الحِجَّةُ أو الحَاجَّةُ أو الرَّوْمُ هي الجزء السفلي من الأذن الخارجية.